# グロスター グリーブ

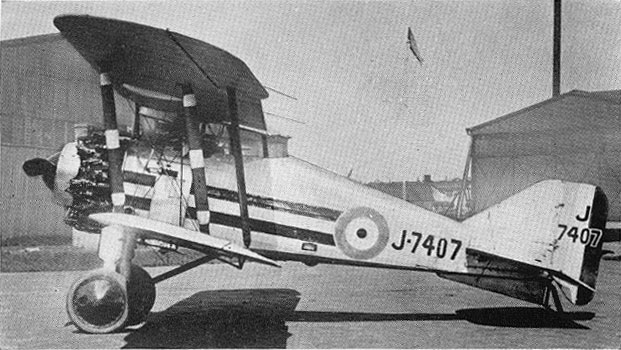
イギリス空軍第25飛行隊のグロスター・グリーブ

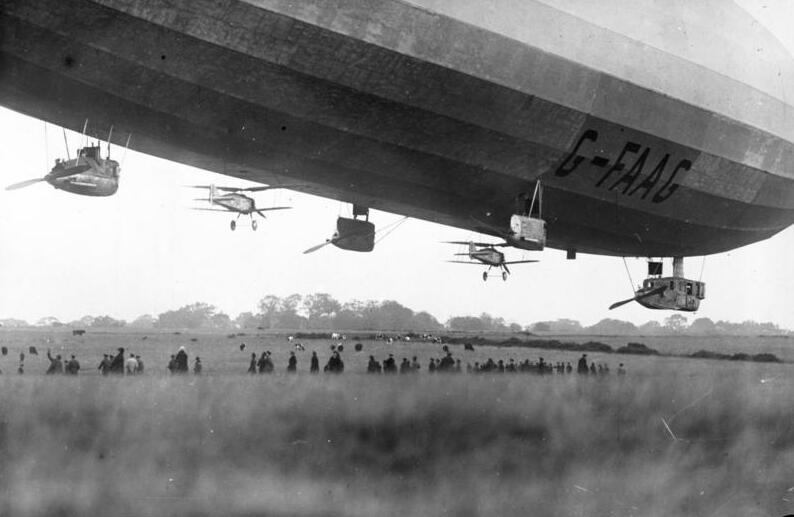
1926年10月、2機のグリーブが飛行船から発進した。

グロスター グリーブ（Gloster Grebe、グリーブはカイツブリの意味である）は1923年から運用が始まり、第一次世界大戦終了後のイギリス空軍の最初の戦闘機となった航空機である。実験機で後に練習機になったグロスター グルースから発展した。
1923年にグロスター・エアクラフトは研究機・高等練習機のグロスター グルースの2機の製造を行った。航空省はジャガーIIIエンジンを搭載した戦闘機の試作機3機を発注し、ジャガーIVエンジンを搭載した生産型がグリーブIVとして生産が開始された。構造はグルースと同じく単座の複葉機で木製で羽布張りの構造で、ヴィッカース機銃2丁で武装した。第一次世界大戦期の戦闘機と比べて最大速度が進歩し、261 km/hを達成し、改造機はイギリスの速度記録、321km/hを達成した。
1923年10月にイギリス111スコードロンに配備され、翼のフラッターに悩まされたので、ウィング・ストラットが追加された。複座の練習機を含めて133機のグリープが生産され、4機がMk IIであった。1929年にイギリス空軍を退役した。後継機はグリーブから発展したグロスター ゲームコックなどであった。
2機のグリープが改造され、飛行船R33から発進するパラサイト・ファイターの実験が行われた。
ヘンリー・ウィグラム卿（Henry Wigram）が1機をニュージーランドに寄贈し、さらに2機がニュージーランド空軍の前身であるNew Zealand Permanent Air Forceによって購入され、1928年3月から運用が開始され、1938年の半ばまで10年間運用された。2機は1943年から1944年まで訓練用の機体として用いられた。

## 型式
- Gloster Grouse : 実験機
- Grebe Mk I : 単座戦闘機
- Grebe Mk II : 単座戦闘機
- Grebe (Dual) : 複座練習機

## スペック
- 乗員：1名
- 全長：6.17 m
- 全幅：8.94 m
- 全高：2.82 m
- 翼面積：23.60 m2
- 空虚重量：780 kg
- 運用時重量：1,189 kg
- 最大離陸重量：-- kg

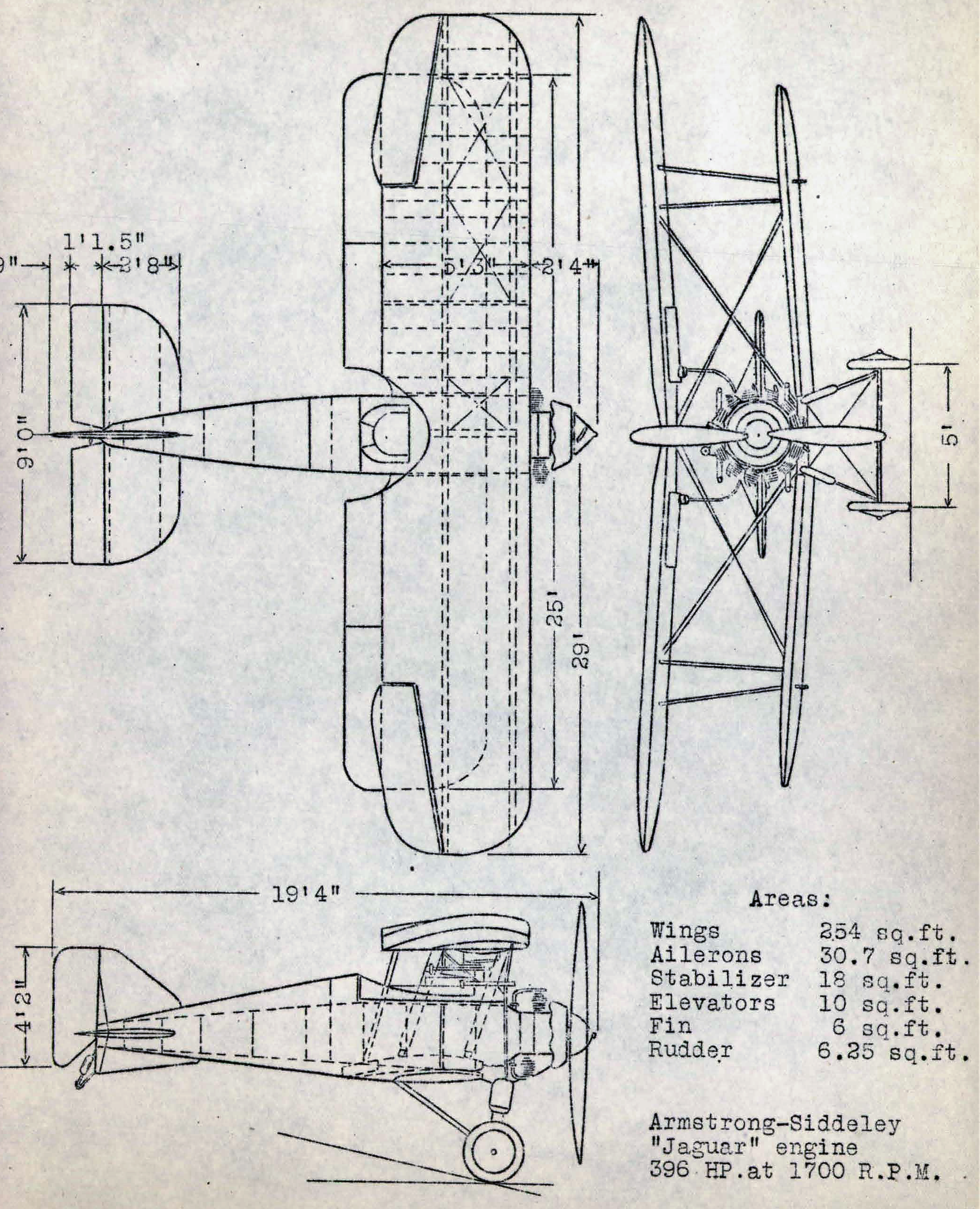
Gloster Grebe II

- 動力：Armstrong Siddeley Jaguar IV × 1
- 出力：400 HP

性能（目安）
- 最大速度：245 km/h
- 最大運用高度：7,000 m
- 翼面荷重：50.4 kg/m2

武装
- 固定武装：ヴィッカース 7.7 mm 機関銃 × 2